# Sebastião do Canto e Castro Mascarenhas
Sebastião do Canto e Castro Mascarenhas (1821 — 1875) foi um oficial do Exército Português, onde atingiu o posto de major do Corpo do Estado Maior e político que, entre outras funções, foi Governador Civil do Distrito do Porto, deputado às Cortes, Ministro das Obras Públicas, Comércio e Indústria do 28.º governo da Monarquia Constitucional, Ministro de Estado Honorário e administrador geral da Sereníssima Casa de Bragança. Manteve uma ligação profissional ao sector ferroviário e foi membro destacado do Partido Reformista.

## Biografia
Por decreto de 30 de novembro de 1864 foi feito comendadores da Ordem de Nossa Senhora da Conceição de Vila Viçosa.